# Punto de partida (álbum de Margarita Henríquez)
Punto de partida es el segundo disco propio de Margarita Henríquez, el cuarto disco de su carrera y su primer disco inédito. Su lanzamiento fue el 30 de octubre de 2009 en la ciudad de Panamá y su promoción por Centroamérica será en noviembre. Posteriormente se arreglará una promoción por el resto de Latinoamérica.
El disco fue grabado en el estudio de Andrés Castro, en Miami, está compuesto por 10 temas, entre los que se encuentra la balada “Cuando suba la marea”, primer sencillo compuesto por Noel Schajris, quien se inspiró en el tramo marino del Corredor Sur de Panamá para escribir la letra de esta pieza.
Una curiosidad es que cuatro de los títulos de las canciones llevan el “Cuando”, Cuando suba la marea, Cuando tocas mi puerta, Cuando las luces se apaguen y Cuando estas aquí.
La selección de ritmos contiene cinco baladas, cuatro melodías pop y un reguetón, correspondiente al tema “Por tu amor muero”, canción con la cual Margarita dice sentirse muy identificada por su estilo alegre y pegajoso.
Andrés Castro, mismo productor de Reyli, fue el encargado de realizar el trabajo de producción en “Punto de Partida”. Además, en este proyecto también colaboraron otros reconocidos artistas con sus composiciones, como son: Juan Fernando Fonseca, Fanny Lu, Omar Alfanno y Jandy Feliz y Wise (Wisin y Yandel), Renny Manzano, entre otros.

## Canciones
1. Cuando suba la marea
2. Cuando tocas mi puerta
3. Te conocí
4. Por tu amor muero
5. Todo por nada
6. Cuando las luces se apaguen
7. Enamorada
8. Cuando estás aquí
9. Te llevo
10. Si eres para mí

## Créditos
- Voz principal: Margarita Henríquez
- Batería: Derek Cintron
- Guitarras: Andrés Castro, Dan Warner
- Bajo : Andrés Castro
- Órgano, piano y teclados: Xarah
- Percusión: Andrés Peña
- Coros: Xarah
- Ingenieros de mezcla: Orlando Vitto, Andrés Saavedra
- Ingenieros de grabación: Andrés Saavedra, Orlando Vitto
- Ingeniero de Masterización: Mike Couzzi
- Grabado y mezclado en: On The Groove Studios (Miami, USA)
- Masterizado en: Mike Couzzi Mastering
- Producido por: Andrés Castro, Andrés Saavedra
- Dirección A&R: Mauri Stern
- Coordinación A&R: Sergio O. O’Farrill
- Diseño de arte: Miguel Ángel Pérez